# Matrona de Éfeso

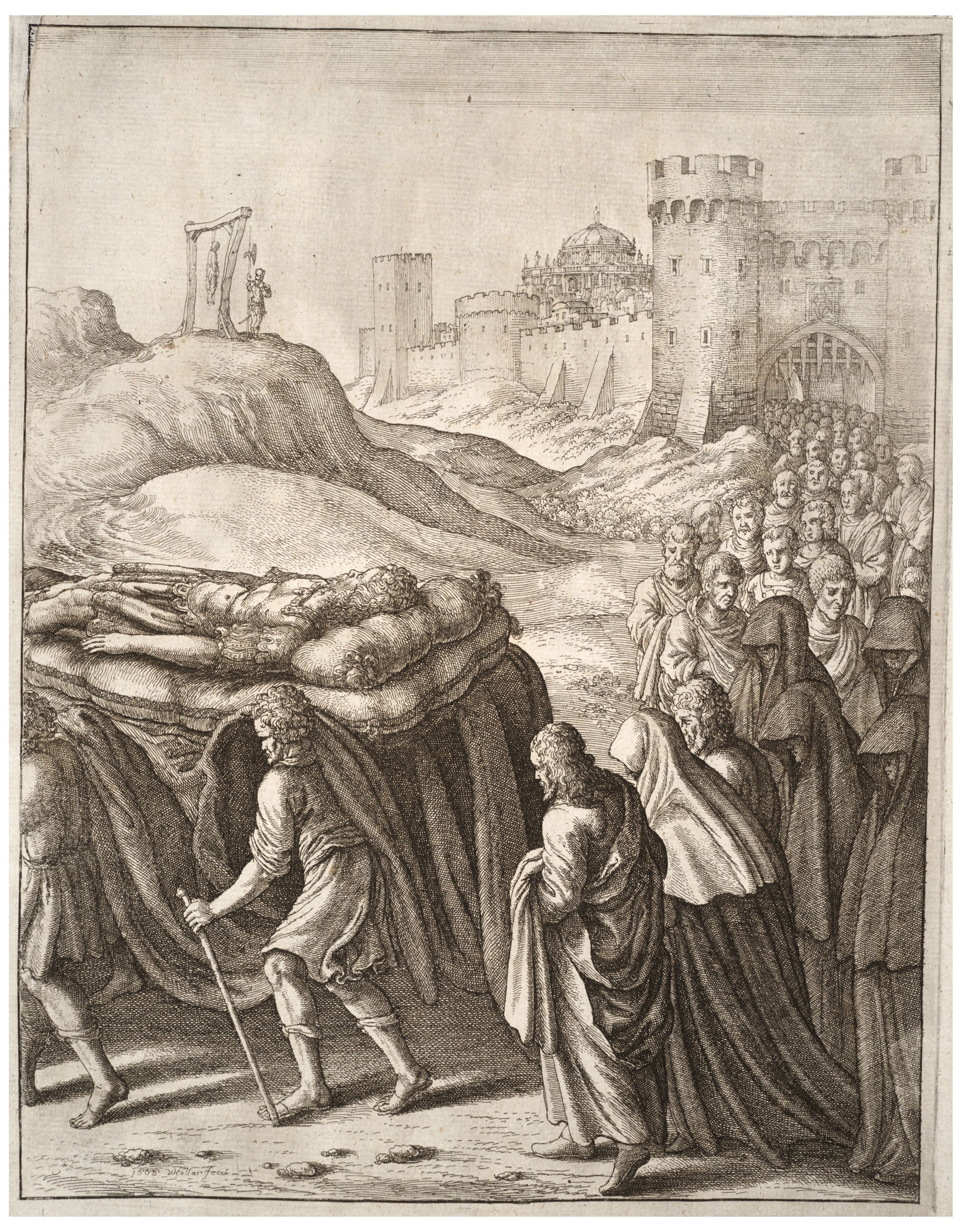
Matrona de Éfeso (séc. XVII), por Václav Hollar

A Matrona de Éfeso (em latim: Matrona quaedam Ephesi) é uma novela escrita por Petrônio e que faz parte de sua obra Satyricon.
O texto não faz parte da trama central, mas constitui-se de uma anedota que Encólpio ouve quando viajava no navio de Licas.
A anedota retrata com vivacidade os papéis esperados pelos gêneros, abordando a hipocrisia, as fraquezas inerentes ao homem e a inconstância dos sentimentos femininos, sendo uma alegoria para a própria sociedade romana.

## Tradução para o português
Certa matrona de Éfeso possuía tanta reputação por sua pudicícia que mesmo as mulheres de povos vizinhos acorriam até ela para admirá-la. Aconteceu, pois, que esta mulher, tendo que enterrar o marido, e não satisfeita com a tradição popular de acompanhar o enterro com os cabelos desgrenhados ou bater no peito descoberto em presença da multidão, ainda acompanhou o defunto até o sepulcro, e tendo sido depositado num jazigo subterrâneo, conforme a tradição grega, pôs-se a guardar e chorar o corpo noites e dias inteiros. Assim permaneceu torturando-se e buscando a morte na abstenção de alimentos, e nem familiares nem amigos conseguiram apartá-la de lá; por fim, mesmo as autoridades públicas acabaram derrotadas e retiraram-se. Deste modo, lamentada por todos, aquela mulher de exemplo ímpar chegava já ao quinto dia sem comida. Acompanhava a infeliz uma fidelíssima escrava, que lhe emprestava suas lágrimas de luto, ao mesmo tempo em que também renovava a candeia colocada no túmulo todas as vezes que arrefecia. Apenas um e mesmo assunto era, assim, comentado em toda a cidade: de que se havia manifestado o único verdadeiro exemplo de pudicícia e de amor, e reconheciam-no homens de todas as classes.
Neste ínterim, o governador da província ordenou que alguns ladrões fossem crucificados nas proximidades do túmulo em que a matrona chorava o recente defunto. Na noite seguinte, o soldado, que vigiava as cruzes para que ninguém pudesse retirar algum corpo e sepultá-lo, notou uma luz que brilhava mais forte entre as tumbas e ouviu um gemido lastimoso. Por um defeito da espécie humana desejou saber quem ou o quê os produzia. Desceu, pois, até o sepulcro, e tendo se deparado com uma belíssima mulher, primeiramente ficou perturbado, como se diante de algo sobrenatural ou de imagens infernais; em seguida, vendo também o corpo que jazia e considerando as lágrimas e o rosto machucado pelas unhas, convenceu-se (evidentemente, do que se tratava) de que a mulher não podia suportar a perda do falecido. Levou então para o sepulcro o seu parco jantar e começou a exortar aquela mulher em prantos a não permanecer numa dor inútil, não partir o coração em gemidos vãos: “A todos cabe o mesmo fim e a mesma morada”, e outras coisas que são ditas para a saúde de espíritos enfermos.
Ela, porém, tocada por aquele consolo obscuro, feriu mais duramente o peito e arrancando cabelos lançou-os sobre o corpo que jazia. O soldado, no entanto, não recuou, mas com a mesma exortação tentou dar algum alimento à pobre mulher, até que a escrava, seduzida pelo aroma do vinho, primeiro estendeu a mão vencida à humanidade daquele tentador, em seguida, reanimada pela bebida e pelo alimento, começou a lutar contra a obstinação de sua senhora: “De que te servirá tudo isso, disse ela, se te deixares consumir pela inanição, se te sepultares viva, se entregares teu espírito inocente antes que o destino o deseje? Crês que entendem isso as cinzas ou as almas sepultas? [Eneida, IV, 35] Volta a viver! Libera-te desta ilusão feminina! Por todo o tempo que te for concedido, goza o privilégio da luz! O corpo mesmo deste que jaz deve te incitar a viver”. Ninguém ouve de má vontade quando é instigado a tomar alimentos ou a viver. Por isso, a mulher, extenuada pelos vários dias em jejum, consentiu em acabar com sua obstinação, e não menos voraz que sua escrava, que fora a primeira a ceder, saciou-se com o alimento.
Mas, já sabeis o que a saciedade humana geralmente costuma provocar. Da mesma forma carinhosa com que o soldado conseguira que a matrona desejasse viver, assim também foi seu ataque à pudicícia desta. E à casta senhora o jovem não lhe parecia em nada feio nem pouco expressivo; e a escrava, intervindo em seu favor, repetia frequentemente: Lutarás também contra um amor desejado? [Eneida, IV, 38]
Por que retardo por mais tempo? A mulher, na verdade, também não se absteve naquela parte [do corpo], e o soldado vitorioso ganhou uma e outra. Deitaram-se, pois, juntos não só essa noite, que a fizeram de núpcias, mas a seguinte e a terceira também, com a porta do sepulcro trancada, evidentemente, de forma que se alguém tivesse ido ao túmulo, conhecidos ou desconhecidos, teria pensado que a pudicíssima esposa havia expirado sobre o corpo do marido.
Entrementes, o soldado, encantado tanto com a beleza da mulher como com seu próprio segredo, comprava tudo aquilo que de bom podia conforme suas possibilidades e, logo ao cair da noite, levava para o sepulcro. Assim, os familiares de um dos crucificados, vendo a vigilância descuidada, subtraíram o condenado durante a noite e lhe prestaram as últimas homenagens. Ora, o soldado foi enganado enquanto se corrompia. No dia seguinte, viu a cruz sem seu cadáver e, temendo a punição, expôs à mulher o que tinha acontecido: não esperaria a sentença do juiz, mas com a própria espada prescreveria a justiça à sua negligência. Que ela, pois, lhe obsequiasse um lugar onde morrer, cedendo aquele sepulcro fatal ao amante e ao esposo. A mulher, não menos compassiva que pudica, respondeu: “Isto os deuses não hão de consentir, deixar-me ver ao mesmo tempo os funerais dos dois homens mais amados para mim. Prefiro crucificar um morto que dar a morte a um vivo”. Depois destas palavras ordenou que o corpo do seu marido fosse retirado do ataúde e preso à cruz que estava vazia.
O soldado serviu-se do engenho daquela sapientíssima mulher, e no dia seguinte o povo se admirava de que forma o morto tinha voltado à cruz.”
- Commons
- Wikisource